# Tropaeolum purpureum
Tropaeolum purpureum là một loài thực vật có hoa trong họ Tropaeolaceae. Loài này được Killip miêu tả khoa học đầu tiên năm 1934.